# Microrégion nord-est du Roraima
La microrégion nord-est du Roraima est l'une des deux microrégions qui subdivisent le nord de l'État du Roraima au Brésil.
Elle comporte 4 municipalités qui regroupaient 44 799 habitants en 2013 pour une superficie totale de 30 792 km².

## Municipalités[1]
- Bonfim
- Cantá
- Normandia
- Uiramutã